# Liberal (canhoneira)
A Liberal foi uma canhoneira da Marinha Portuguesa. Tinha como navio gêmeo a canhoneira Zaire.

## História

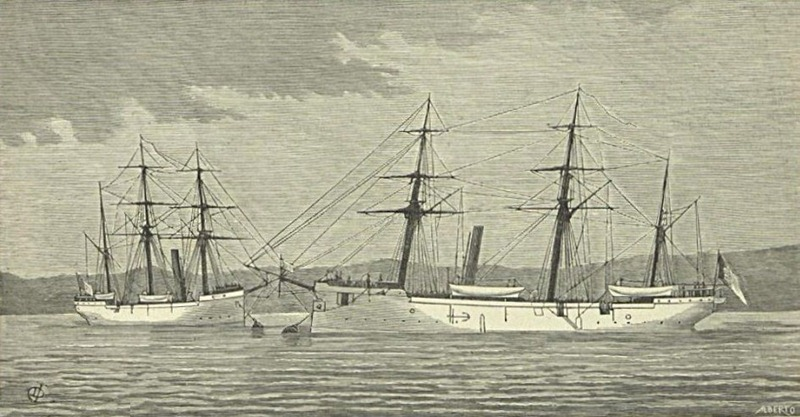
Canhoneiras Zaire e Liberal.

A canhoneira foi construída em Inglaterra em 1884. A Liberal era uma canhoneira de ferro e madeira de 558 toneladas de deslocamento. Prestou serviços em Angola, Moçambique, Macau, São Tomé e Ajuda.
A embarcação naufragou em 22 de junho de 1910, ao bater em algumas rochas no litoral de Angola. Na ocasião o navio transportava o Governador Geral de Angola, tenente-coronel Alves Roçadas e uma força militar que ia fazer a ocupação em regiões ocupadas pelos cuamatos e ds cuanhamas.
O salvamento dos náufragos pelo feito pelo vapor Vilhena e do navio transporte África, que estavam no porto de Luanda. Não houve vítimas.

## Ligações externa
- «Marinha de Guerra no século XIX.»